# Зауерланд
Зауерланд (на немски: Sauerland) е нископланински масив в западната част на Германия, провинции Хесен и Северен Рейн-Вестфалия, заемащ североизточния участък от Рейнските шистови планини. Простира се между реките Зиг на юг и Рур на север, десни притоци на Рейн. На североизток  чрез ниска седловина се свързва с нископланинския рид Тевтобургска гора, а на юг в района на изворите на река Лан (десен приток на Рейн) с масива Вестервалд (също част от Рейнските шистови планини). Максимална височина връх Лангенберг 843 m. Представлява силно пенепленизирана платообразна ниска планина, изградена от шисти с издигащи се над тях варовикови и кварцитови масиви. От дълбоко всечени речни долини се поделя на няколко обособени масива – Ротхааргебирге, Ебегебирге, Ленегеберге и др. Заурланд се явява вододел между водосборните басейни на Рейн и Везер. От него към басейна на Рейн водят началото си реките Рур с притоците си Мьоне, Вене, Хене и Лене, а към басейна Везер – реките Димел и Едер. Склоновете му са обрасли със смесени гори, а най-високите части са заети от ливади и пасища. Има находища на желязна руда. Централните части на масива са слабо населени, но в подножията са разположени множество предимно малки градове: Изерлон, Арнсберг, Зост, Олпе, Алтен, Люденшайд, Мешеде, Менден и др.